# Качур Руслан Анатолійович
Руслан Анатолійович Качур (нар. 9 червня 1982, Ватутіне, Черкаська область, УРСР) — український футболіст, нападник «Черкаського Дніпра».

## Життєпис
Вихованець ДЮСШ міста Ватутіне. Перший тренер: О. В. Ткаченко. Під час навчання в черкаському державному педагогічному університеті, виступав в чемпіонаті області за місцевий «Хімік». Результативна гра футболіста в 2003 році залучила до нього увагу головного тренера ФК «Черкаси» Сергія Пучкова, і він запропонував Качуру спробувати себе на професійному рівні. У «Дніпрі», як згодом стала називатися команда, нападник провів чотири з половиною сезони. У цей період черкаський колектив другої ліги виходив в 1/8 фіналу Кубку України 2004/05 років, здобувши в 1/16 фіналу перемогу над бронзовим призером чемпіонату — одеським «Чорноморцем» і лише в серії післяматчевих пенальті поступився сімферопольській «Таврії». Ставав переможцем чемпіонату України серед команд другої ліги сезону 2005/06 років. У сезоні 2007/08 років після чергової зміни на тренерському містку «Дніпра» футболіст почав отримувати все менше ігрової практики, і тому змушений був змінити команду. Півроку грав в Азербайджані за «Сімург»., а потім повернувся в Україну, де продовжив свої виступи в овідіопольському «Дністрі». Далі грав у першій лізі за «Ниву» (Вінниця) і «Геліос» (Харків). У складі вінничан ставав володарем Кубка ліги 2010 року. У першому сезоні за «Геліос» забив 7 голів у 32 матчах. Другий сезон нападник провалив, забивши лише один м'яч у Кубку. У стартових турах чемпіонату 2013/14 років Качур теж не вражав, але перший же його вихід в основному складі обернувся переможним голом у ворота «Десни», а потім в шести матчах поспіль форвард забивав у ворота суперників. До кінця сезону він довів свій рахунок до 12 голів, ставши другим бомбардиром ліги в сезоні, а також забив найкрасивіший м'яч чемпіонату (через себе в ворота «Миколаєва»).
У серпні 2014 року, Руслан перейшов в узбецький клуб «Навбахор», де вже в другому матчі за свою нову команду відзначився чотирма забитими голами в ворота ФК «Бухари», принісши перемогу своїй команди над суперником з рахунком 4:1. В елітному дивізіоні Узбекистану Качур відіграв до кінця сезону.
У 2015 році отримав запрошення від одного з керівників «Черкаського Дніпра» Юрія Миколайовича Колесника та головного тренера цієї команди Ігоря Столовицького, після чого повернувся в Черкаси. З цим клубом у сезоні 2014/15 років вдруге став переможцем турніру другої ліги.

## Досягнення
- Друга ліга чемпіонату України
  -  Срібний призер (2): 2005/06, 2009/10
  -  Бронзовий призер (1): 2004/05
- Кубок Української ліги
  -  Володар (1): 2010